# Verkehrswert (Nachrichtentechnik)

Verkehrsbilanz in der Nachrichtentheorie

Der Verkehrswert y ist in der Nachrichtentechnik die Verkehrsmenge Y, die sich auf eine Beobachtungsdauer t bezieht:
{\displaystyle y={\frac {Y}{t}}}
Der Verkehrswert wird gemessen in Erlang. Wenn also eine Leitung eine Stunde lang beobachtet wird und davon insgesamt 30 Minuten belegt ist, hat sie einen Verkehrswert von 0,5 Erlang.
Der Verkehrswert bildet eine Grundlage für die Dimensionierung nachrichtentechnischer Anlagen.
Einige Verkehrswerte als Beispiel:
- Anschluss einer Telefonanlage: 0,2 Erl
- privater Teilnehmeranschluss: 0,12 Erl
- Verbindungsleitung in einem Ortsnetz: 0,8 Erl.